# نوکیا ۱۱۱۰
نوکیا ۱۱۱۰ و نوکیا ۱۱۱۰آی تلفن همراه‌های پایین ردهٔ جی‌اس‌ام هستند که توسط نوکیا فروخته می‌شدند. ۱۱۱۰ در سال ۲۰۰۵ منتشر شد و ۱۱۱۰آی در سال ۲۰۰۶ منتشر شد. هر دوی آنها برای کاربران تلفن همراه در اولویت بودند. روی کاغذ نوکیا ۱۱۱۰آی دارای سهولت استفاده، قابلیت اطمینان و قیمت پایین است. این گوشی‌ها بسیار شبیه به نوکیا ۱۱۰۰ هستند. بین ماه‌های ژانویه و مه ۲۰۰۷، ۱۱۱۰ توسط نوکیا توقف تولید شد و مدل نوکیا ۱۲۰۰ جایگزین آن شد. یکی از بازارهای کلیدی ۱۱۱۰، کشورهای در حال توسعه است.
نوکیا ۱۱۱۰ با فروش در حدود ۲۵۰ میلیون دستگاه در کنار نوکیا ۱۱۰۰ پرفروش‌ترین تلفن همراه در تمام دوران است.